# 畢良史
畢良史（?—1150年），字少董，蔡州（今河南汝南）人，一作代州（今山西大同）人。
畢士安之孫。生年不詳。少遊京師，做買賣古器生意，出入富貴之門，時人謂之“畢償賣”。四舉禮部不第。南渡后为高宗鑑定古器書畫真伪。紹興五年補上州文學。紹興九年（1139年），金人將三京地歸還南宋，任東京留守司使，代理東明（今河南蘭封）知縣，由於東明地近開封府，任內搜訪京城亂後遺棄古器書畫，清點後捆載南送至臨安皇宮。宋高宗喜出望外，升任開封府推官。紹興十年，因金人背盟，被羈金國三年，不仕。紹興十二年放歸南宋，得右迪功郎監潭州南嶽廟。紹興十三年元月，獻《春秋正辭》，特改京官，爲右宣義郎幹辦行在諸軍糧料院。紹興十五年，加直祕閣知盱眙軍。十七年，升直敷文阁再任。紹興二十年（1150年），卒於任上。